# Elaphoglossum pattersoniae
Elaphoglossum pattersoniae är en träjonväxtart som beskrevs av John T. Mickel. Elaphoglossum pattersoniae ingår i släktet Elaphoglossum och familjen Dryopteridaceae. Inga underarter finns listade.